# Mauser BK-27
BK-27 (Bordkanone) là loại autocannon do hãng Mauser nay là một phần của Rheinmetall tại Đức chế tạo. Súng được phát triển vào những năm 1960 trong chương trình phát triển máy bay chiến đấu đa chức năng mà kết quả là tạo ra máy bay Panavia Tornado. Nó được thiết kế cho việc không chiến cũng như chống lại các mục tiêu trên đất liền và biển. Hiện tại thì loại pháo này còn được gắn trên các chiếc Eurofighter Typhoon. BK-27 từng được không quân Hoa Kỳ dự tính mua bản quyền chế tạo để gắn trên các chiếc F-35 nhưng sau đó kế hoạch này bị bỏ.

## Thiết kế
BK-27 sử dụng cơ chế nạp đạn bằng khí nén và nạp đạn bằng dây đạn. Tuy nhiên bộ phận để đưa đạn vào vị trí chuẩn bị khai hỏa lại gần giống ổ đạn của súng ổ xoay. Thiết kế này dùng để tăng tốc độ nạp và nhả vỏ đạn giúp cho tốc độ bắn được nhanh hơn giống như súng nòng xoay nhưng khác là nó chỉ có một nòng giúp tiết kiệm được trọng lượng. Tốc độ bắn của súng được điều chỉnh ở vận tốc 1000 đến 1700 viên/phút.
Sau mỗi lần bắn súng sẽ trích ra một lượng khí nén để làm ổ đạn này xoay và nạp đạn một cách tự động. Để hệ thống xoay với tốc độ tối đa ngay khi khởi động mà không cần trích khí để gia tốc từ từ súng sử dụng khối thuốc nổ giống như pháo mà khi kích hoạt hoạt nó sẽ tạo ra một lực nén rất mạnh làm hệ thống xoay với tốc độ tối đa để bắn ngay.
Mẫu gắn trên các chiếc Eurofighter Typhoon sử dụng băng truyền để nạp đạn chứ không dùng dây đạn để tăng độ tin cậy khi bắn với tốc độ cao. Súng sử dụng cơ chế điểm hỏa bằng điện và có thể bắn các loại đạn xuyên giáp, nổ và cháy.